# Дональд Серроне
Дональд Ентоні Серроне (англ.  Donald Anthony Cerrone, нар. 29 березня 1983 року, Денвер, штат Колорадо, США) — колишній американський боєць змішаних бойових мистецтв і колишній професійний кікбоксер, який виступав під егідою UFC у легкій та напівсередній вагових категоріях. Станом на сьогодні завершив кар'єру та вийшов на пенсію.

## Дитинство і юність
Серроне народився в Денвері, штат Колорадо, США. Він був активним і проблемним підлітком, часто брав участь у бійках, йому поставили діагноз «синдром дефіциту уваги та гіперактивності». Серроне вступив в «Повітряну академію» штату Колорадо, там він почав професійно займатися кінним спортом. Коли його батьки розлучилися, він залишився жити з бабусею і дідусем. На другому курсі, друг привів Серроне на заняття кікбоксингом, з того часу в аматорських виступах він був непереможним з рекордом 13-0. Пізніше почав навчання в школі тайського боксу, після цього перейшовши у професіонали. Тут він був непереможний з рекордом 28-0.

## Змішані єдиноборства
Серроне почав свою кар'єру в Коммерс-Сіті, штат Колорадо, США, в залі Freedom Fighters. Він починав тренуватися з такими відомими бійцями, як Джон Джонс, Рашад Еванс, Жорж Сен-П'єр, під керівництвом Грега Джексона в «Jackson's Submission Fighting», в Альбукерке, Нью-Мексико, США.

### World Extreme Cagefighting
Серроне підписав контракт WEC і першим його суперником став Кеннет Александер. Серроне переміг больовим прийомом на 56-й секунді першого раунду. Однак результат бою був анульований так як допінг-тест Серроне дав позитивний результат на гідрохлоротіазид.
29 січня 2009, на WEC 38 Серроне програв розділеним рішенням суддів бій за титул чемпіона WEC в легкій ваговій категорії Джеймі Варнеру.
Серроне і Вернер погодилися провести матч-реванш на WEC 43. Однак Варнер не зміг пройти медичний огляд у зв'язку з травмою руки. У підсумку 10 жовтня 2009, на WEC 43, Серроне бився з Бенсоном Хендерсоном за титул тимчасового чемпіона WEC в легкій вазі, Серроне програв одноголосним рішенням суддів. Бій отримав нагороду «Кращий бій вечора», від сайту Sherdog.
Матч-реванш з Бенсоном Хендерсоном, на цей раз за титул чемпіона WEC в легкій вазі, пройшов 24 квітня 2010, на WEC 48. Серроне програв задушливим прийомом гільйотина.

### Ultimate Fighting Championship
У жовтні 2010 відбулося об'єднання UFC і WEC, в рамках якого всі бійці WEC були переведені в UFC.
Перший бій в UFC, Серроне проводив проти Пола Келлі 5 лютого 2011, на UFC 131. Серроне здобув перемогу задушливим прийомом ззаду. Бій отримав нагороду «Виступ вечора».
Першу поразку Серроне отримав від Нейта Діаса одноголосним рішенням на UFC 141. Цей бій отримав нагороду «Кращий бій вечора».
Після поразки від Рафаеля дос Аньоса на UFC Fight Night: Condit vs. Kampmann 2, в Серроне була довга серія з 8 перемог поспіль, над Еваном Данемом, Адріану Мартінсом, Едсоном Барбозою, Джимом Міллером, Едді Альваресом, Майлсом Джурі, Бенсоном Хендерсоном і Джоном Макдессі. Тим самим він заслужив бій за титул чемпіона UFC у легкій вазі, яким володів Рафаель дос Аньос. Бій відбувся на UFC on Fox: dos Anjos vs. Cerrone 2 19 грудня 2015.
19 грудня 2015, UFC on Fox: dos Anjos vs. Cerrone 2 Серроне програв титульний бій Рафаелю дос Аньосу технічним нокаутом в першому раунді.
Після поразки в титульному бою від дос Аньоса Серроне тимчасово перейшов в напівсередню вагу і повинен був зустрітися з Тімом Мінсом, однак Мінс вибув з бою після проваленого допінг-тесту. Його замінив Алекс Олівейра, бій відбувся на UFC Fight Night: Cowboy vs. Cowboy. Серроне завершив бій у першому раунді провівши трикутник. Отримав нагороду «Виступ вечора».
18 червня 2016 продовжив виступи у напівсередній вазі, його суперником став Патрік Кота. Серроне переміг технічним нокаутом в третьому раунді, до цього двічі впустивши суперника в нокдаун. Отримав нагороду «Виступ вечора».
20 серпня 2016 на UFC 202, Серроне технічним нокаутом здолав Ріка Сторі. Отримав нагороду «Виступ вечора».
10 грудня 2016 на UFC 206 здолав Метта Брауна нокаутом у 3 раунді.
Серроне зустрівся з Хорхе Масвідалем 27 січня 2017 року на турнірі UFC on Fox 23. Серроне програв бій технічним нокаутом у другому раунді.

## Титули та досягнення

#### Змішані єдиноборства
- Ultimate Fighting Championship
  - Володар премії «Кращий бій вечора» (тричі) проти Пола Келлі, Нейта Діаса і Мелвіна Гілларда
  - Володар премії «Найкращий нокаут вечора» (тричі) проти Шарліса Олівейри, Мелвіна Гілларда і Адріану Мартінса
  - Володар премії «Виступ вечора» (чотири рази) проти Едсона Барбози, Джима Міллера, Алекса Олівейри, Патріка Коте і Ріка Сторі
  - Володар премії «Кращий задушливий прийом вечора» (два рази) проти Денніса Зіфера і Евана Данема
- World Extreme Cagefighting
  - Володар премії «Кращий бій вечора» (п'ять разів) проти Роба Маккало, двічі проти Джеймі Варнера, Бенсона Хендерсона, Еда Ратклиффа, 
  - Володар премії «Кращий бій року» (один раз) проти Бенсона Хендерсона
- Sherdog Awards
  - 2009 «Кращий бій року» проти Бенсона Хендерсона
  - 2008 «Кращий раунд року» проти Роба Маккало
- World MMA Awards
  - 2011 «Прорив року»
- ESPN
  - 2015 «Кращий боєць півріччя»
- MMAFighting.com
  - 2009 «Кращий бій року» проти Бенсона Хендерсона
- The MMA Corner.com
  - 2014 «Кращий боєць року»
- MMAJunkie.com
  - Січень 2014 «Найкращий нокаут місяця» проти Адріану Мартінса
  - Липень 2014 «Найкращий нокаут місяця» проти Джима Міллера
- HOV-MMA.com
  - 2014 «Король жорстокості»

## Статистика MMA
| Професійна кар'єра бійця (підсумок) |            |            |
| Боїв 46                             | Перемог 34 | Поразок 11 |
| Нокаутом                            | 9          | 4          |
| Здачею                              | 17         | 1          |
| Рішенням                            | 8          | 6          |
| Не відбулися                        | 1          | 1          |